# Харитонов, Анатолий Михайлович
Харитонов Анатолий Михайлович (16 января 1931, Вознесенск, СССР — 13 августа 2016, Новосибирск) — советский и российский учёный, механик. Доктор технических наук, профессор. Заслуженный деятель науки Российской Федерации, Лауреат премии Совета Министров СССР.

## Биография
Рано остался сиротой, отец, кадровый военный, погиб во время боевых действий на Халхин-Голе. Воспитывался в детском доме. Во время Великой Отечественной войны оказался в Саратовской области. Закончил ремесленное училище, стал токарем 5-го разряда. Служил в Советской армии, солдат в Саратовском танковом училище, играл на духовых инструментах в музыкальном оркестре училища. Среднее образование получил во время армейской службы в вечерней школе, которую окончил с серебряной медалью (1951).
Как отличник учёбы без экзаменов был принят в Военное училище бронетанковых войск, но к учёбе допущен не был из-за нехватки мест. По счастливому стечению обстоятельств и благодаря поддержке ректора МЭИ В. А. Голубцовой поступил в Московский энергетический институт. Окончил Московский энергетический институт в 1957 году, по распределению работал инженером в ОКБ «Гидропресс» при Подольском машиностроительном (котлостроительном) заводе имени С. Орджоникидзе.
В 1961 году по приглашению С. А. Христиановича перешёл на работу в Сибирское отделение АН СССР в Институт теоретической и прикладной механики, переехал в Новосибирский академгородок. Работал ведущим инженером, учёным секретарем (1965), начальником установки — сверхзвуковой аэродинамической трубы Т-313 (1966), заведующим лабораторией (1967), затем отделом (1968), заместителем директора по науке (1988—2001) . Защитил кандидатскую (1971), затем — докторскую (1988, технических наук) диссертации.
Стараниями А. Харитонова сверхзвуковая аэродинамическая труба Т-313 доведена до уровня, получившего сначала всесоюзное, а затем и международное признание. Мерой такого признания может служить вступление в STAI — Международную ассоциацию аэродинамических труб.
Научные интересы в области механики жидкости и газа, экспериментальной аэромеханике. Под его руководством создан автоматизированный комплекс для проведения экспериментальных исследований сверхзвуковых течений газов в интересах авиационно-космической отрасли. Внес большой вклад в создание, развитие и совершенствование техники и методов экспериментальных исследований в аэродинамических трубах больших скоростей и при изучении сложных турбулентных течений, структуры и закономерностей вязких пространственных течений в угловых конфигурациях, отрывных и интерференционных течений, взаимодействующих с пограничным слоем ударных волн, возникающих при движении летательных авиационно-космических аппаратов и их элементов. Полученные результаты использованы при создании реальных конструкций спускаемых аппаратов в АНТК им. Туполева, НПО «Энергия», ГП «Красная звезда». Вице-президент Европейской гиперзвуковой ассоциации
Под руководством А. Харитонова создана оригинальная аэродинамическая труба адиабатического сжатия с мультипликаторами давления.
На протяжении ряда лет возглавлял ICAS — международный Центр аэрофизических исследований при ИТПМ СО РАН. Является инициатором и одним из организаторов регулярно проводящейся с 1976 года Международной онференции по методам аэрофизических исследований — ICMAR.
Автор и соавтор более 120 научных работ.
Преподавал в Новосибирском государственном техническом университете, профессор кафедры аэрогидродинамики факультета летательных аппаратов, читал курс лекций «Методы и техника аэрофизических исследований». Под его руководством защищено четырнадцать кандидатских диссертаций.
Был заместителем главного редактора журнала «Теплофизика и аэромеханика».

## Награды и звания
- Премия Совета Министров СССР (в составе коллектива авторов) за разработку автоматизированных аэродинамических комплексов и внедрение их в научный и учебный процессы университетов (1985).
- Орден «Знак Почёта» (1971).
- Медаль «За доблестный труд. В ознаменование 100-летия со дня рождения Владимира Ильича Ленина» (1970).
- Заслуженный деятель науки РФ (Указ Президента РФ от 21.04.1998 N 412).
- Лауреат премии им. проф. Н. Е. Жуковского за учебное пособие «Техника и методы аэрофизического эксперимента» (2011, бронзовая медаль)[2]

Скончался от инсульта. Похоронен на Южном кладбище Новосибирска (22 уч.).